# Польсон-Веттергрен, Гертруда
Гертруда Польсон-Веттергрен (швед. Gertrud Pålson-Wettergren; 17 февраля 1897 — 26 ноября 1991) — шведская оперная певица (меццо-сопрано, по другим источникам — контральто).

## Биография
Гертруда Польсон родилась в 1897 году в Сконе. Её родителями были Нильс Польсон, певец, и Анна Линдаль. Пению обучалась первоначально у своего отца, а затем в Стокгольмской консерватории и в стокгольмской Оперной школе (Operahögskolan). Её преподавателями были Оскар Лейдстрём, Гиллис Брат и Xальдис Ингебьярт. Впоследствии она также совершенствовалась в Италии и Лондоне.
Впервые Польсон выступила на оперной сцене в Стокгольме в 1922 году, в партии Керубино в «Свадьбе Фигаро» Моцарта. Первым большим успехом стало в 1925 году исполнение партии Кармен (одноимённая опера Бизе), впоследствии ставшей визитной карточкой певицы. В том же году Гертруда Польсон вышла замуж за театрального деятеля Эрика Веттергрена.
На протяжении 25 лет Польсон-Веттергрен пела в стокгольмской Королевской опере. Она также выступала в театрах Копенгагена (1928), Хельсинки (1933), Риги (1935); гастролировала в Канаде, Англии, Скандинавии, Австрии, Чехословакии. С 1935 по 1938 год она была солисткой театра «Метрополитен-опера». Репертуар певицы отличался обширностью и многоплановостью. В начале своей карьеры она исполняла преимущественно лирические роли — Лаура («Джоконда» Понкьелли), Орфей («Орфей и Эвридика» Глюка), Далила («Самсон и Далила» Сен-Санса), Леонора («Фаворитка» Доницетти) — а также выступала в оперетте. Позднее в её репертуаре стали преобладать роли драматического плана, в том числе
Амнерис («Аида» Верди), Азучена («Трубадур»), принцесса Эболи («Дон Карлос»), Ульрика («Бал-маскарад»), а также ряд ролей в операх Вагнера: Брангена («Тристан и Изольда»), Фрика («Золото Рейна»), Ортруда («Лоэнгрин»). Известна она и партиями в операх русских композиторов, такими как Марфа («Хованщина»), Марина Мнишек («Борис Годунов»), Графиня («Пиковая дама (опера)»), Кончаковна («Князь Игорь»), Любава («Садко»), Филиппьевна («Евгений Онегин»). Кроме того, Польсон-Веттергрен способствовала развитию национального оперного искусства Швеции, исполняя партии в операх шведских композиторов: Оклонна («Адиль из Эльсива» Петерсон-Бергера), Леди («Реза в Америке» Розенберга), Сингоала (одноимённое произведение Фрумери) и др. Артистке были свойственны тонкое чувство стиля, глубокое проникновение в образ, эмоциональность.
В 1931 году Гертруда Польсон-Веттергрен была награждена Медалью литературы и искусств. В 1936 году ей было присвоено звание придворной певицы. В 1930-х — 1940-х годах она также снималась в кино. В 1949 году была опубликована книга воспоминаний артистки, «Mitt ödes stjärna» («Моя счастливая звезда»). В 1952 году она завершила свою оперную карьеру, однако продолжала работать в качестве преподавателя.
Гертруда Польсон-Веттергрен умерла 26 ноября 1991 года.